# 小阪城
小阪城（こさかじょう）とは、大阪府東大阪市小阪にある城郭風建造物。
城と名が付くが、理髪店を営む家主（以下城主）が廃材を用いて自力で建てた、自宅と店舗を兼ねた歴史的な背景の無い城郭風建築物である。

## 概要

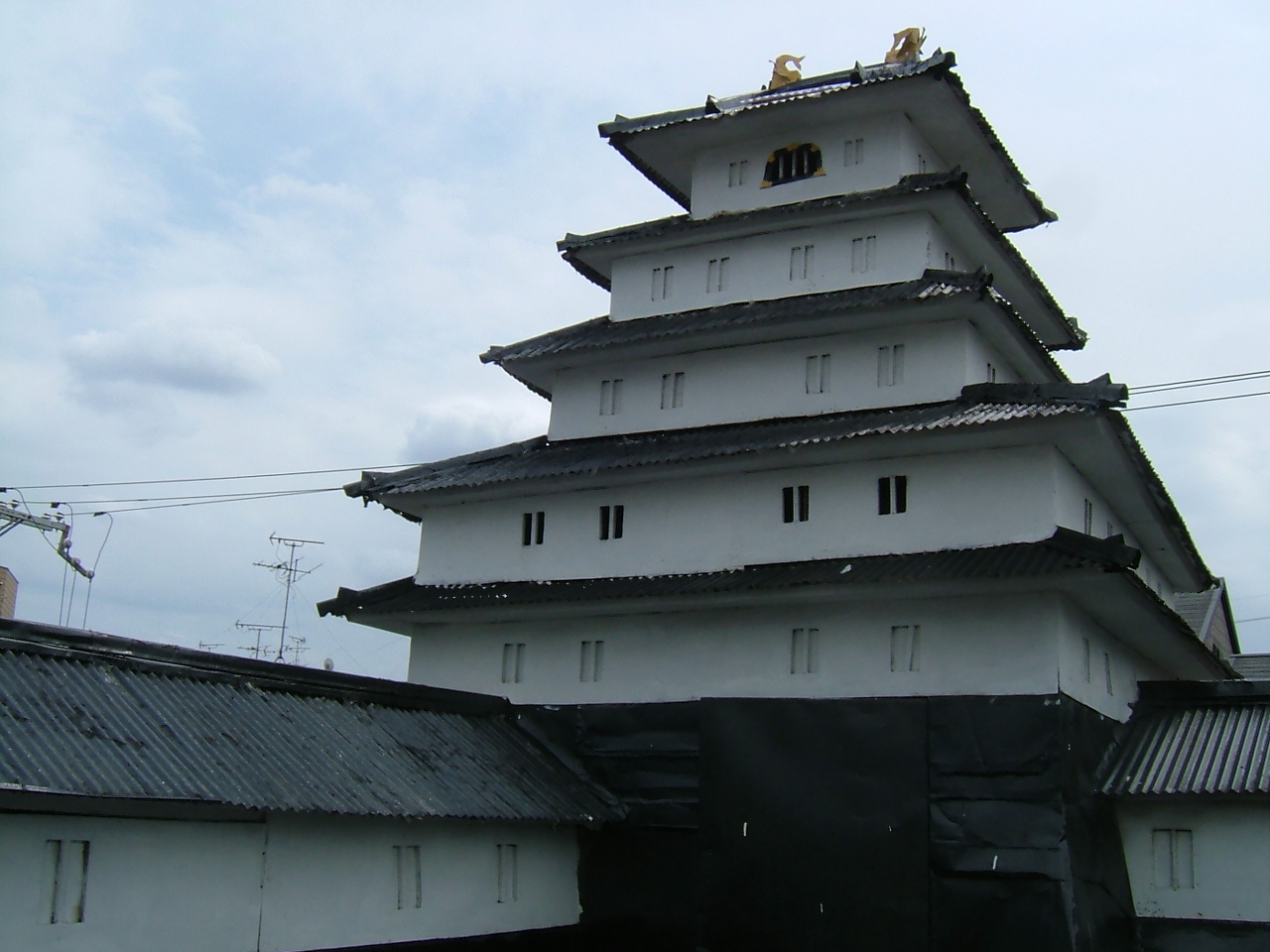
小阪城の天守閣。トタン板と廃材で作られている。2006年7月16日撮影。

自宅兼店舗で、櫓が並び五層の天守閣を持ち、小阪町内では目立つ城である。外見ばかりではなく城内にはだまし絵の技法を駆使した大広間、十万坪の大庭園の他、金紙を部屋一面に貼り付けた黄金の茶室を備えていた。
理容室は城主の父が1932年に創業したものであり、1936年生まれの城主が40歳頃に経営を引き継いだ。この頃から廃材などを用いて店舗を使いやすいように改装しており、余った廃材は自宅屋上に物置を作って並べていた。10年後、その物置が殺風景であると感じた城主は櫓型に改装を始めた。その後、櫓型の物置を次々と作っていくうちに城郭になったので、最後に大屋根に三層天守閣を造ったが、小さ過ぎるので改めて五層天守閣にしたという。二条城を見て以来書院造りに興味を持ったため、住宅の内装も書院風に改造を行った。だまし絵で作った千畳敷の大広間なども作成している。城主は建築技術を学んだことはなく、設計図も作成していない。また金色の折り紙300枚を使って作った『黄金の茶室』などもある。
天守閣も廃材やトタン板などを利用したすべて手作りであり、総工費は5万円だという。城主によれば、最もお金がかかったのが書院の間に飾ってあるお椀で、金箔が張られていて10万円である。当初は金色の色紙を張って作ったものの、湯を入れるとすぐに剥がれたため、やむなくあつらえたとのこと。二番目にお金がかかったのは、天守閣のトタン板代だという。
城主自身は理容師だが、学生時代から日本建築が好きで建築構造に興味を持っており、城巡りもよく行っていた。先祖である近江国の磯野氏は近江源氏京極氏からの分家で、近い先祖は四国讃岐丸亀藩京極家の重臣だったが、幕末の廃藩置県で本家筋は京極家に従って東京へ転居し、分家筋は貧困を余儀なくされた。その貧困から生まれた城がこの小阪城であるという。　
2018年に近畿地方を襲った台風21号により、天守部分上部が吹き飛ばされた。2019年1月5日にNHK BSプレミアムで放送された「まいど!修繕屋です」は小阪城再建がテーマとなり、最終的にビルの壁画として「再建」を果たした
2019年には台風に備えて一層だけ継ぎ足し、実質的な再建を果たした。一階の茶の間の天井には140枚のカレンダーが天井画として貼り付けられている。

## アクセス
- 河内小阪駅（近鉄奈良線）

## 脚註
1. 1 2 3 4 5  【小阪城】屋根の上　苦しゅうない　（朝日新聞大阪版夕刊　ますます勝手に関西遺産　2011年3月2日配信）
2. 1 2 3 4 5 6 7  “櫛野展正連載「アウトサイドの隣人たち」：ハリボテの「城」”. 美術手帖 (2021年2月5日). 2023年12月3日閲覧。
3. 1 2  “台風で落城した、小阪城が復活！NHK「修繕屋」の手でよみがえる”.   週刊ひがしおおさか (2019年1月6日). 2020年2月2日閲覧。